# べんじゃみん
べんじゃみん（堤 孝博、1971年 - ）は、東京都出身。ロックバンド「てるてるぼうず」のボーカル担当である。

## 略歴
東京都杉並区に生まれた。二葉栄養専門学校卒業後、調理師や派遣作業員など様々な仕事を経験した。その一方、2011年にロックバンド「てるてるぼうず」を結成した。ボーカルを担当し、高円寺を拠点に活動を開始した。1995年頃から詩作を始め、2015年に詩集「日々の独白 ルサンチマンをぶちのめせ!」（ブイツーソリューション・星雲社、ISBN 9784434207990）を発行した。